# Manobiella
Manobiella là một chi bọ cánh cứng trong họ Chrysomelidae.
Chi này được miêu tả khoa học năm 1993 bởi Medvedev.

## Các loài
Các loài trong chi này gồm:
- Manobiella apicalis Medvedev, 2001
- Manobiella longirostris Medvedev, 1993
- Manobiella robusta Medvedev, 2001